# Yutaka Akita
Yutaka Akita (Nagoya, 6. kolovoza 1970.) bivši je japanski nogometaš.

## Klupska karijera
Igrao je za klubove: Kashima Antlers, Nagoya Grampus Eight i Kyoto Sanga FC.

## Reprezentativna karijera
Za japansku reprezentaciju igrao je od 1995. do 2003. godine. Odigrao je 44 utakmice postigavši 4 pogodaka.
S japanskom reprezentacijom Yutaka Akita igrao je na dva svjetska prvenstva (1998. i 2002.).

## Statistika
| Japan  | Japan | Japan |
| Godina | Nas.  | Gol.  |
| ------ | ----- | ----- |
| 1995.  | 2     | 1     |
| 1996.  | 2     | 0     |
| 1997.  | 16    | 2     |
| 1998.  | 10    | 0     |
| 1999.  | 7     | 0     |
| 2000.  | 0     | 0     |
| 2001.  | 0     | 0     |
| 2002.  | 3     | 0     |
| 2003.  | 4     | 1     |
| Ukupno | 44    | 4     |

## Vanjske poveznice
- National Football Teams
- Japan National Football Team Database